# Cessna 620
Die Cessna 620 war das Projekt eines viermotorigen Geschäftsreiseflugzeugs des US-amerikanischen Herstellers Cessna aus Wichita, Kansas.

## Konstruktion und Geschichte
Bei der Cessna 620 handelte es sich um einen freitragenden Ganzmetall-Tiefdecker mit einziehbarem Bugradfahrwerk und konventionellem Leitwerk. Als Antrieb wurden vier Continental GSO-526 mit Untersetzungsgetriebe und Aufladung verwendet. Eine Hilfsturbine im Heck versorgte Druckkabine und Klimaanlage. Es fanden acht bis zehn Passagiere Platz. Die Geräteausstattung war für den uneingeschränkten Instrumentenflug ausgelegt.
Die Entwicklungsarbeiten begannen im September 1953, der Erstflug fand am 11. August 1956 statt. Die Markteinführung sollte 1958 erfolgen, der kalkulierte Stückpreis lag zwischen 300.000 und 400.000 US-Dollar. Für diesen Preis konnte man jedoch auch bereits eine neuwertige größere Convair CV-240 oder Martin 4-0-4 erwerben, was die Absatzchancen stark sinken ließ. Im Oktober 1957 wurde deshalb das Projekt eingestellt. Der einzige Prototyp mit dem Kennzeichen N620E wurde nach nur 50 Flugstunden verkauft und später verschrottet.

## Technische Daten
| Kenngröße             | Daten                                               |
| --------------------- | --------------------------------------------------- |
| Besatzung             | 2                                                   |
| Passagiere            | 8                                                   |
| Länge                 | 13,56 m                                             |
| Spannweite            | 16,76 m                                             |
| Höhe                  | 5,03 m                                              |
| Flügelfläche          | 31,59 m²                                            |
| Flügelstreckung       | 8,9                                                 |
| Nutzlast              | 2189 kg                                             |
| max. Startmasse       | 6192 kg                                             |
| Reisegeschwindigkeit  | 378 km/h                                            |
| Höchstgeschwindigkeit | 454 km/h                                            |
| Dienstgipfelhöhe      | 8382 m                                              |
| Reichweite            | 3148 km                                             |
| Triebwerke            | 4 × Continental GSO-526 mit je 320 PS Startleistung |